# Alfred Letourneur
Alfred Letourneur (Amiens, 25 de juliol de 1907 - Nova York, 4 de gener de 1975) fou un ciclista francès, professional des del 1928 fins al 1942.
Es va especialitzar en el ciclisme en pista i va córrer principalment als Estats Units i al Canadà. Va aconseguir 21 victòries en curses de sis dies, i la majoria d'aquests triomfs els va aconseguir fent parella amb Gérard Debaets. El 22 d'octubre de 1938 va ser capaç de batre el rècord mundial de velocitat darrere moto amb una bicicleta, aconseguint 147,058 km/h al velòdrom de Montlhéry. El 17 de maig de 1941 va batre'l un altre cop, arribant a 175,29 km/h en una autopista a prop de Bakersfield, Califòrnia.

## Palmarès
- 1927
  - 1r al Premi Dupré-Lapize (amb Georges Rouyer)
- 1930
  - 1r als Sis dies de Chicago (amb Marcel Guimbretière)
- 1931
  - 1r als Sis dies de Nova York 1 (amb Marcel Guimbretière)
  - 1r als Sis dies de Nova York 2 (amb Marcel Guimbretière)
- 1932
  - 1r als Sis dies de Filadèlfia (amb Marcel Guimbretière)
  - Campió dels Estats Units de Mig Fons
- 1933
  - 1r als Sis dies de Chicago (amb Gérard Debaets)
  - 1r als Sis dies de Nova York 1 (amb Gérard Debaets)
  - 1r als Sis dies de Nova York 2 (amb William Peden)
  - 1r als Sis dies de Toronto 1 (amb Gérard Debaets)
  - 1r als Sis dies de Toronto 2 (amb Henri Lepage)
  - 1r als Sis dies de Mont-real (amb Gérard Debaets)
  - Campió dels Estats Units de Mitg Fons
- 1934
  - 1r als Sis dies de Chicago (amb Gérard Debaets)
  - 1r als Sis dies de Nova York 1 (amb Gérard Debaets)
  - 1r als Sis dies de Filadèlfia (amb Gérard Debaets)
  - 1r als Sis dies de Detroit (amb Gérard Debaets)
  - 1r als Sis dies de Buffalo (amb Gérard Debaets)
  - Campió dels Estats Units de Mitg Fons
- 1935
  - 1r als Sis dies de Chicago (amb Franco Giorgetti)
  - 1r als Sis dies de Nova York 1 (amb Franco Giorgetti)
  - 1r als Sis dies de Buffalo (amb Franco Giorgetti)
  - 1r als Sis dies de Cleveland (amb Tino Reboli)
  - Campió dels Estats Units de Mitg Fons
- 1935
  - 1r als Sis dies de Chicago (amb Omer De Bruycker)
- 1938
  - 1r als Sis dies de Buffalo (amb Omer De Bruycker)